# Vielsalm
Vielsalm es un municipio francófono de Bélgica, en la provincia de Luxemburgo de la región Valona. El municipio cuenta con una población de 7.814 habitantes (a 1 de enero de 2019) y una superficie de 139,76 km², por lo que su densidad de población es de 55,9 habitantes por km².

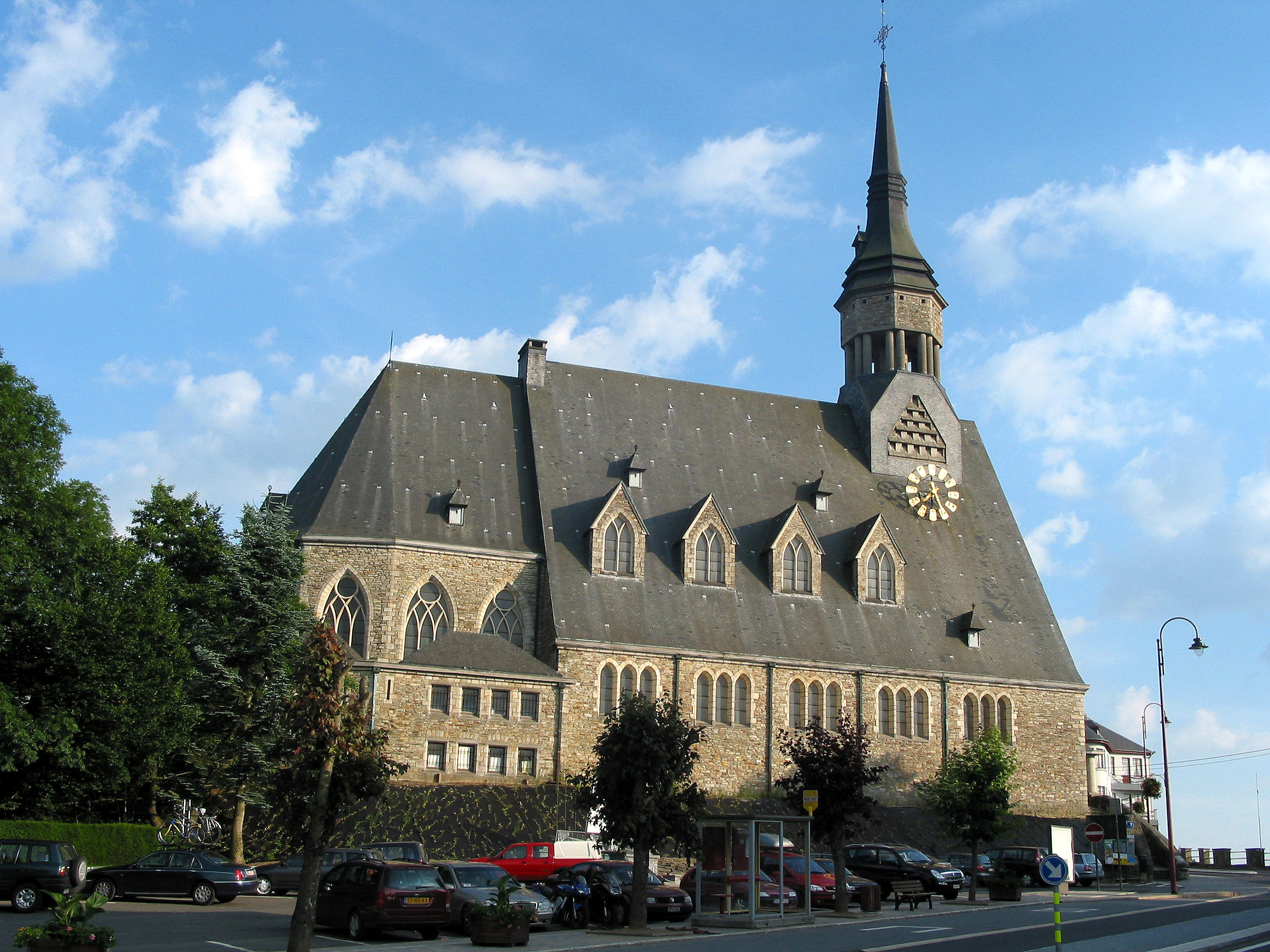
Iglesia de St Gengoul en Vielsalm.

## Etimología
El nombre de la localidad en valón es Li Viye Såm, y en luxemburgués es Sëm Gaanglef o Zënt Gängelef.
Vielsalm toma su nombre del río Salm, que pasa por ella. El  nombre significaba "viejo Salm", y le fue dado para distinguirse de un asentamiento fundado posteriormente y que a continuación pasó a ser conocido como Salm-Château.

## Geografía
El punto más alto de la provincia de Luxemburgo y por tanto uno de los más altos de toda Bélgica se encuentra en el término municipal de Vielsalm, en la Baraque de Fraiture, a 652 m sobre el nivel del mar.
El término municipal limita al norte y al este con la provincia de Lieja. Tiene como vecinos por el este a dos municipios de la comunidad germanófona de Bélgica: Sankt-Vith y Burg-Reuland.

### Secciones del municipio
El municipio comprende los antiguos municipios, que se fusionaron en 1977:
| - Vielsalm - Bihain - Petit-Thier - Grand-Halleux |

### Aldeas del municipio
El municipio comprende los aldeas de: Commanster, Fraiture, Farnières, Hébronval, Jubiéval, Ottré, Petit-Halleux, Poteau, Provédoux, Regné, Rencheux, Salmchâteau y Ville-du-Bois

## Demografía

### Evolución
Todos los datos históricos relativos al actual municipio, el siguiente gráfico refleja su evolución demográfica, incluyendo municipios después de efectuada la fusión el 1 de enero de 1977.
| Gráfica de evolución demográfica de Vielsalm entre 1846 y 2020 |
|                                                                |

## Historia

### El condado de Salm
El condado de Salm-en-Ardenne, del que formaba parte Vielsalm, nació hacia el año 1000. El documento más antiguo que menciona un conde de Salm, concretamente «comes Gisilbertus de Salmo» data de 1034-35. Este Gisilberto pertenecía a la familia de los señores fundadores del condado de Luxemburgo, poseedores de amplios terrenos entre los ríos Mosa y Mosela.
El condado de Salm duró unos ocho siglos.  Su final llegó el 1 de octubre de 1795 (9 de vendimiario del año IV según el calendario republicano francés), cuando los Países Bajos fueron anexionados a Francia.

### Segunda Guerra Mundial
Durante los primeros días de la batalla de las Ardenas de la Segunda Guerra Mundial, en diciembre de 1944, Vielslam fue el cuartel general de las tropas estadounidenses que participaron en la batalla de Saint-Vith. Tras la caída de la ciudad ante los alemanes, la mayoría de la 7ª división acorazada estadounidense se retiró al otro lado del río Salm a través de un puente cercano a Vielsalm, que fue volado. El pueblo fue capturado por los alemanes el 23 de diciembre. Ese mismo día, la 2ª División Panzer SS alemana tomó el cruce de carreteras estratégico de la Baraque de Fraiture.
La 75.ª división de infantería de los Estados Unidos, la 575ª Compañía, mantuvo su puesto de mando en la ciudad desde el 19 al 22 de enero de 1945, con esto contraatacó al ejército alemán.

## Ciudades hermanas
- Bruyeres (Francia), desde 1959